# SN 2004hp
SN 2004hp – supernowa typu Ia odkryta 9 grudnia 2004 roku w galaktyce A020935-0346. W momencie odkrycia miała maksymalną jasność 22,00m.